# Xã Blairsburg, Quận Hamilton, Iowa
Xã Blairsburg (tiếng Anh: Blairsburg Township) là một xã thuộc quận Hamilton, tiểu bang Iowa, Hoa Kỳ. Năm 2010, dân số của xã này là 368 người.